# Unterseeboot 342
Le Unterseeboot 342 (ou U-342) est un sous-marin allemand (U-Boot) de type VII.C utilisé par la Kriegsmarine (marine de guerre allemande) pendant la Seconde Guerre mondiale.

## Construction
L'U-342 est un sous-marin océanique de type VII C. Construit dans les chantiers de Nordseewerke à Emden, la quille du U-342 est posée le 7 décembre 1941 et il est lancé le 10 novembre 1942. L'U-342 entre en service deu mois plus tard.

## Historique
Mis en service le 12 janvier 1943, l'Unterseeboot 342 reçoit sa formation de base à Danzig au sein de la 8. Unterseebootsflottille jusqu'au 28 février 1944, puis l'U-342 intègre sa formation de combat dans la 3. Unterseebootsflottille, à la base sous-marine de Saint-Nazaire, qu'il n'atteindra jamais.
En vue de sa préparation à sa première patrouille, l'U-342 quitte le port de Kiel le 14 mars 1944 sous les ordres de l'Oberleutnant zur See Albert Hossenfelder, pour atteindre quatre jours plus tard le port de Bergen, soit le 17 mars 1944.
Il réalise sa première patrouille, quittant le port de Kiel le 3 avril 1944 pour une mission de surveillance du trafic maritime et de recherche de navires ennemis dans l'Atlantique Nord. Après quinze jours en mer, l'U-342 est coulé le 17 avril 1944  au sud-ouest de l'Islande à la position géographique de 60° 32′ N, 29° 20′ O par des charges de profondeur lancées d'un hydravion PBY Catalina canadien (PBY-5 9767RCAF du Squadron 162/S, F/O Tom Cooke aux commandes). 
Les cinquante-et-un membres d'équipage meurent dans cette attaque.
Le Catalina concerné est l'un des rares exemplaires encore existant à détenir une victoire contre un U-Boot. Il vole comme N9767 "Princesse des Étoiles" à Eugene, Oregon.

## Affectations
- 8. Unterseebootsflottille à Danzig du 12 janvier 1943 au 28 février 1944 (Flottille d'entraînement).
- 3. Unterseebootsflottille à Saint-Nazaire du 1er mars au 17 avril 1944 (Flottille de combat).

## Commandements
- Oberleutnant zur See Albert Hossenfelder du 12 janvier 1943 au 17 avril 1944

## Patrouilles
|       | Commandant                | Départ       | Départ | Arrivée       | Arrivée | Jours    | Succès |
| ----- | ------------------------- | ------------ | ------ | ------------- | ------- | -------- | ------ |
|       | Oblt. Albert Hossenfelder | 14 mars 1944 | Kiel   | 17 mars 1944  | Bergen  | 4 jours  |        |
| 1     | Oblt. Albert Hossenfelder | 3 avril 1944 | Bergen | 17 avril 1944 | Coulé   | 15 jours |        |
| Total | Total                     | Total        | Total  | Total         | Total   | 19 jours | 0 t    |

Note : Oblt. = Oberleutnant zur See 

### Opérations Wolfpack
L'U-342 n'a pas opéré avec les Wolfpacks (meute de loups) durant sa carrière opérationnelle.

## Navires coulés
L'Unterseeboot 342 n'a ni coulé, ni endommagé de navire ennemi au cours de l'unique patrouille (15 jours en mer) qu'il effectua.

### Source et bibliographie
- (en) Cet article est partiellement ou en totalité issu de l’article de Wikipédia en anglais intitulé « German submarine U-342 » (voir la liste des auteurs).
- Chris Bishop, historien militaire (trad. de l'anglais par Christian Muguet), Les sous-marins de la Kriegsmarine : 1939-1945 : le guide d'identification des sous-marins [« The spellmount submarine identification guide : Kriegsmarine U-boats 1939-1945 »], Paris, E?d. de Lodi, 2008, 192 p. (ISBN 978-2-84690-327-1, OCLC 470721805, BNF 41298980)